# دوروثي ي. كو
دوروثي ي. كو (بالإنجليزية: Dorothy Y Ko)‏ هي مؤرخة أمريكية، ولدت في 1957.